# Survivor (låt av Parg)
Survivor är en låt framförd av den armeniska sångaren Parg. Låten, som är skriven av Parg tillsammans med bland andra Peter Boström, Joshua Curran, Thomas G:son och Eva Voskanian, representerade Armenien i Eurovision Song Contest 2025 i Basel i Schweiz där den slutade på 20:e plats i finalen.